# Alexei Matwejewitsch Rumjanzew
Alexei Matwejewitsch Rumjanzew (russisch Алексей Матвеевич Румянцев, wiss. Transliteration Aleksej Matveevič Rumjancev; * 3. Februarjul. / 16. Februar 1905greg. im Dorf Minzowo, Ujesd Galitsch, heute in der Oblast Kostroma; † 1. Dezember 1993 in Moskau) war ein sowjetischer Ökonom und Soziologe, der nach einer steilen Karriere in der Akademie der Wissenschaften der UdSSR wegen seiner liberalen Einstellung 1972 entlassen wurde.

## Studium, Lehre und erste Ämter
Zunächst war er 1925–1927 und 1928–1929 im Volkskommissariat für Landwirtschaft, dann 1929–1930 im Volkskommissariat für Justiz in der Ukrainischen SSR tätig. Dazwischen leistete er seinen Dienst in der Roten Armee (1927–1928).
1930–1943 war er als Aspirant, Dozent und Professor in Wissenschaft und Lehre u. a. an der Universität Charkow tätig. 1940 verteidigte er seine Kandidaten-Dissertation zu dem Thema "Entstehung von Privateigentum an beweglichem Besitz" (russisch) am Ökonomie-Institut der Akademie der UdSSR. 1949 wurde er Lehrstuhlinhaber am Charkower Polytechnischen Institut.

## Karriere
1950–1952 war er Direktor des Ökonomie-Instituts und zugleich Leiter der Sozialwissenschaftlichen Abteilung der Ukrainischen Akademie der Wissenschaften.
1952–1955 war er Leiter der Sektionen für Wirtschaft und Geschichte, dann für Wissenschaft und Kultur beim ZK der KPdSU.
1956 wurde er Chefredakteur der Zeitschrift „Kommunist“, 1958 Chefredakteur der Zeitschrift „Probleme des Friedens und des Sozialismus“. 1964 wurde er Chefredakteur der „Prawda“. 1960 wurde er korrespondierendes Mitglied, 1966 ordentliches Mitglied und 1967 Vizepräsident der Akademie der Wissenschaften der UdSSR. 1967 wurde er in der DDR zum korrespondierenden Mitglied der Deutschen Akademie der Wissenschaften zu Berlin und 1969 zum auswärtigen Mitglied gewählt.

## Direktor des IKSI
1968–1972 war er Direktor des auf seine Initiative gegründeten Instituts für konkrete soziale Forschungen (IKSI) der AW der UdSSR, das aus der Soziologie-Sektion des Philosophie-Instituts der AW entstand. Er wurde zur „Schlüsselfigur“ einer liberalen Forschungsgruppe. Wegen Differenzen mit der Partei wurde er 1972 zum Rücktritt als Institutsleiter und Vizepräsident der Akademie gezwungen. Im Rahmen einer Reorganisation des IKSI zum Institut für soziologische Studien wurden weitere führende Wissenschaftler seines liberalen Kreises entlassen.

## Veröffentlichungen (Auswahl)
Er veröffentlichte über 220 Arbeiten in 13 Sprachen.
- Political economy; 1983.
- Quellen und Entwicklung der Ideen Mao Tse-tungs. Über das antimarxistische Wesen des Maoismus, Berlin (Ost), Dietz Verlag, 1. Auflage, 1973.
- Politische Ökonomie des Sozialismus, Rumjanzew mit J.F. Borissow und D.W. Walowoi, Berlin (Ost), Verlag Die Wirtschaft 1973.
- Engels und die Probleme des Marxismus-Leninismus in der Gegenwart. Referat auf der internationalen wissenschaftlichen Konferenz anläßlich der 150. Wiederkehr des Geburtstages von Friedrich Engels, Berlin (Ost), Dietz Verlag, 1971.
- Leninism and the world revolutionary working-class movement; problems of the struggle for the unity of the proletariat, of all anti-imperialist forces; 1971.
- Categories and laws of the political economy of communism; 1969.
- Ökonomische Reform: ihre Verwirklichung und Probleme (russisch); 1969.